# جمعية أرثر رانسوم
جمعية أرثر رانسوم عرفت الجمعية باختصار تارس فينسب أعضاؤها أنفسهم إلى تارس، وهي جمعية تهدف إلى «الاحتفال بالحياة، وترويج الأعمال، ونشر أفكار أرثر رانسوم»، ويقع مقرها في معرض قاعة ابوت للفنون في كندال، إنجلترا. اشتهر أرثر رانسوم بكتابة سلسلة كتب الأطفال السنونو والأمازون في ثلاثينيات وأربعينيات القرن العشرين.

## التاريخ
في عام 1984، كتبت كريستينا هارديمنت وصفًا لتحقيقاتها الخاصة في أماكن الحياة الواقعية والأشخاص الواقعيين في قصص أرثر رانسوم. كان الأشخاص المهتمون بتكوين مجتمع مخصص لأرثر رانسوم يتركون بيانات الاتصال الخاصة بهم في قاعة أبوت، حيث بعد وفاته في عام 1967، كانت أرملته إيفجينيا تتبرع بمقالات مختلفة، بما في ذلك مكتب الكتابة الخاص به. في عام 1989، تابعت كريستينا تفاصيل الاتصال هذه عن طريق إرسال نداء للحصول على أموال لاستعادة مافيس، النموذج الأولي المفترض لآرثر رانسوم. كانت الاستجابة لهذا النداء ساحقة وفي يونيو 1990 تم تشكيل جمعية أرثر رانسوم.
تم الحصول على مبلغ كبير بشكل خاص من نادي آرثر رانسوم في اليابان. حضر الحفل كريستينا هارديمنت، تامامي ناكاياما من مركز البحوث الزراعية، وبريجيت ساندرز، وهي نموذج أولي لشخصية بريدجيت ووكر. كانت بريجيت ساندرز رئيسة تارس من 2000 إلى 2009.
في عام 1997، تم تأسيس الجمعية كشركة محدودة بضمان.

## تارس الآن
تنتج تارس عدة منشورات دورية تحمل العديد من الأحداث الترفيهية والعلمية تحفظ في موقع على شبكه الإنترنت تحت عنوان رانسوم. ولدى تارس عضوية عالمية واسعة النطاق والتي تشمل الفروع في أستراليا والولايات المتحدة وكندا ونيوزيلندا، وهنالك ست مناطق مختلفة في المملكة المتحدة: الإسكتلندي شمال ميدلاند، والشرقية الجنوبية الغربية، والجنوبية، كلاً مع اللجنة القيادية الخاصة به، وأيضا ينظمون الحفلات المحلية المتاحة لجميع الأعضاء، وتأخذ منطقة واحدة من المملكة المتحدة كل سنة استضافة الاجتماع الدولي العام. ولدى تارس جمعية فرعية (منشورات الأمازون) تنشر الكتب الأصلية وتعيد طبع الكتب المرتبطة برانسوم، وهنالك روابط قوية مع نادي أرثر رانسوم في اليابان ولكن لا توجد روابط مباشرة.

## روابط خارجية
- الموقع الرسمي
- كتاب آرثر رانسوم وجذع الكابتن فلينت علي أمازون